# MOON LIGHT BLUES
「MOON LIGHT BLUES」（ムーン・ライト・ブルース）は、チャゲ&飛鳥（現：CHAGE and ASKA）の楽曲。自身の10作目のシングルとして、ワーナー・パイオニア（現：ワーナーミュージック・ジャパン）から1984年2月22日に発売された。

## 背景
前作「華やかに傷ついて」からおよそ5か月ぶりに発売された作品。本作を発売してからすぐに1984年8月まで、全国コンサートツアー『21世紀への招待 パートⅡ』が開催された:377-378。

## 音楽性・批評
本作から本格的に打ち込みを使用した作品であり、「MOON LIGHT BLUES」は飛鳥（現：ASKA）が初めてピアノで作曲を行なっている:378。飛鳥は、「万里の河」でついたイメージを払拭することを試みたが、賛否両論となり、当時のレコード会社だったワーナー・パイオニアは「万里の河」のイメージの楽曲でないことを理由にプロモーションをしてくれなかったことを飛鳥が証言している:378。
チャゲ（現：Chage）は、本作のジャケットに対して酷評している。さらに本作の2か月後にチャゲと石川優子で発売した「ふたりの愛ランド」のヒットをチャゲアスで活かせなかったことを後悔したという:378。

## 収録曲
| #         | タイトル             | 作詞      | 作曲      | 編曲      | 時間 |
| --------- | -------------------- | --------- | --------- | --------- | ---- |
| 1.        | 「MOON LIGHT BLUES」 | 飛鳥涼    | 飛鳥涼    | 瀬尾一三  | 4:49 |
| 2.        | 「Darlin'」          | チャゲ    | チャゲ    | 平野孝幸  | 4:39 |
| 合計時間: | 合計時間:            | 合計時間: | 合計時間: | 合計時間: | 9:28 |

## 楽曲一覧
1. MOON LIGHT BLUES
1989年8月25日に発売されたアルバム『PRIDE』では、原田真二のアレンジによるバージョンでセルフカバーしており、新たなメロディと詞が加えられている。
2. Darlin'
女性を主人公にした曲。
発表当時からチャゲは女性ボーカルに歌って貰いたいと思っており、MULTI MAXを結成したときにデビューシングル「SOME DAY」のカップリング曲に収録して、淺井ひろみにメインボーカルを担当してもらっている[2]:378-379。
LP盤には未収録であったが、アルバム『INSIDE』がキャニオン・レコードからCDが再発売される際にボーナス・トラックとして収録された。

## 収録アルバム
国内盤
- INSIDE (#1,#2)
- Standing Ovation (#1)
- SUPER BEST (#1)
- PRIDE (#1)※リテイク・バージョン
- SUPER BEST BOX SINGLE HISTORY 1979-1994 AND Snow Mail (#1)※リミックス・バージョン
- CHAGE&ASKA VERY BEST ROLL OVER 20TH (#1)

海外盤
- 倆心知〜原創紀念歌集 (#1)
- Asian Communications Best (#1)

## カバー
MOON LIGHT BLUES
- 金城武 （1994年、アルバム『標準情人』） ｢沒有愛情的晚上｣のタイトルでカバーしている。
- つんく♂ （2006年、カバー・アルバム『V3〜青春カバー〜』）